# Компас

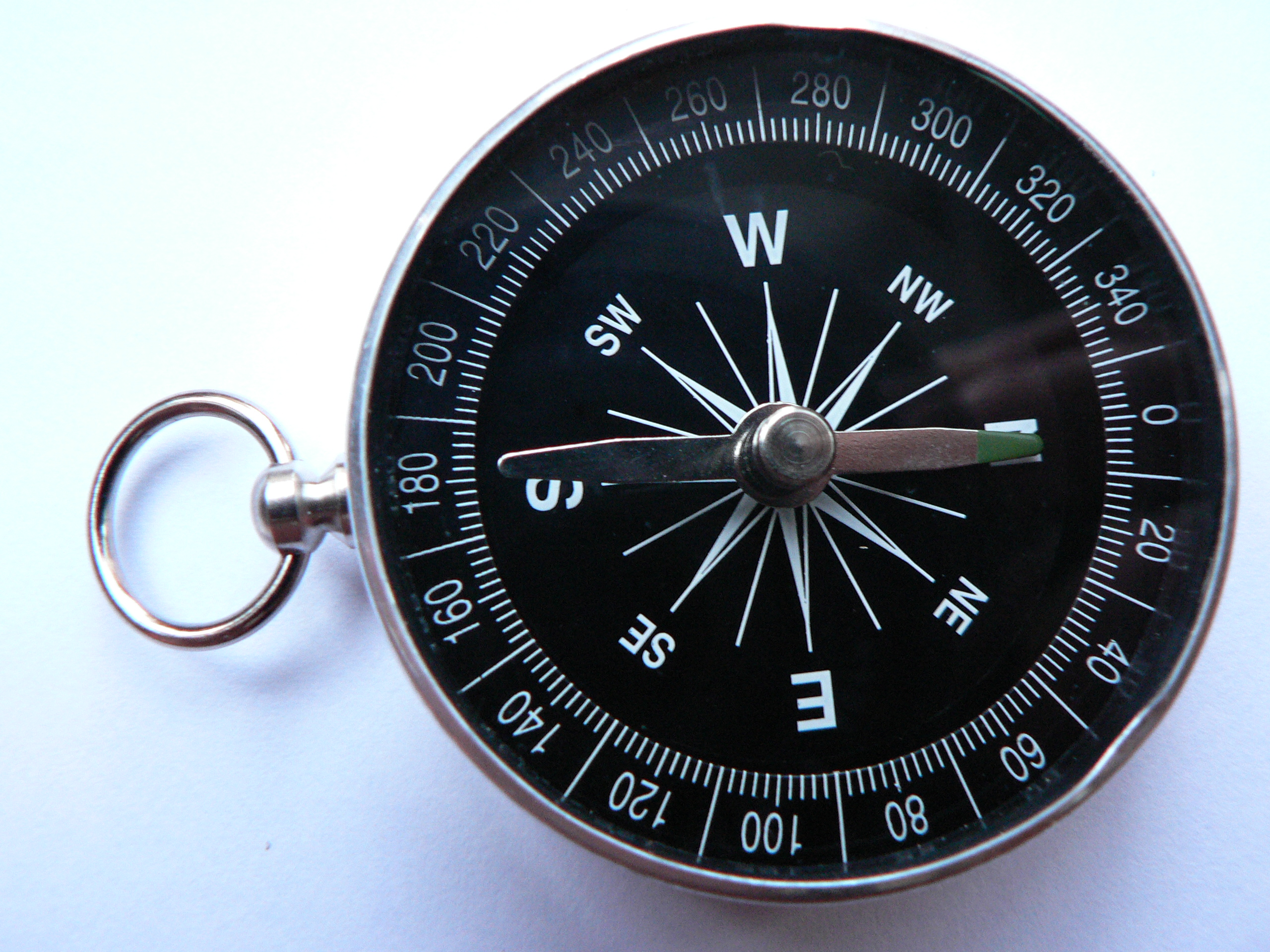
Компас

Ко́мпас, у моряків прийняте наголошення компа́с (через нід. kompass від лат. compassus — «круг, коло, обхід») — прилад для орієнтування на земній поверхні і в гірничих виробках відносно напряму магнітного або географічного меридіана. Вказує напрямок географічного або магнітного меридіана, служить для орієнтування щодо сторін світу. 
За побудовою компаси поділяють на магнітні, гіроскопічні, радіокомпаси, спеціальні (гірничий компас, астрономічний компас). Їх використовують у навігації, геодезії, військовій справі тощо.

## Магнітний компас
Найчастіше використовують магнітний компас, принцип дії якого оснований на властивості магнітної стрілки, яка вільно обертається відносно вертикальної осі, встановлюючись при відсутності сторонніх магнітних полів у площині магнітного меридіана Землі. Складається з тонкої пластини магнітного матеріалу із зазначеним північним полюсом, стрілки, яка може вільно обертатися і циферблату з позначеними сторонами світу.
Принцип дії компаса оснований на взаємодії магнітного поля постійних магнітів компаса з горизонтальною складовою магнітного поля Землі. Магнітна стрілка, яка вільно обертається, повертається довкола осі, розташовуючись уздовж силових ліній магнітного поля. Таким чином, стрілка завжди вказує одним з кінців у напрямку лінії магнітного поля (магнітного меридіана), яка йде до Північного магнітного полюса. Оскільки магнітні полюси не збігаються з географічними, напрямки географічного і магнітного меридіанів теж відрізняються; кут між ними називається магнітним схиленням.
Якщо компас точно вивірений і правильно використовується, стрілка, що показує на північ, буде показувати на північний магнітний полюс, від якого по таблицях магнітної корекції можна точно знайти північний полюс. Лінія, що проходить через головну вісь компаса, називається компасним меридіаном. Переважно він збігається з магнітним меридіаном, але в деяких випадках (наявності навколо магнітного поля) відрізняється від нього на певну величину, що називається магнітною девіацією. Магнітну девіацію необхідно враховувати в навігації, бо сучасні судна і літаки мають сильне магнітне поле: обчислення справжнього (відліченого від географічного меридіана) курсу проводиться з врахуванням як схилення, так і девіації.

### Історія

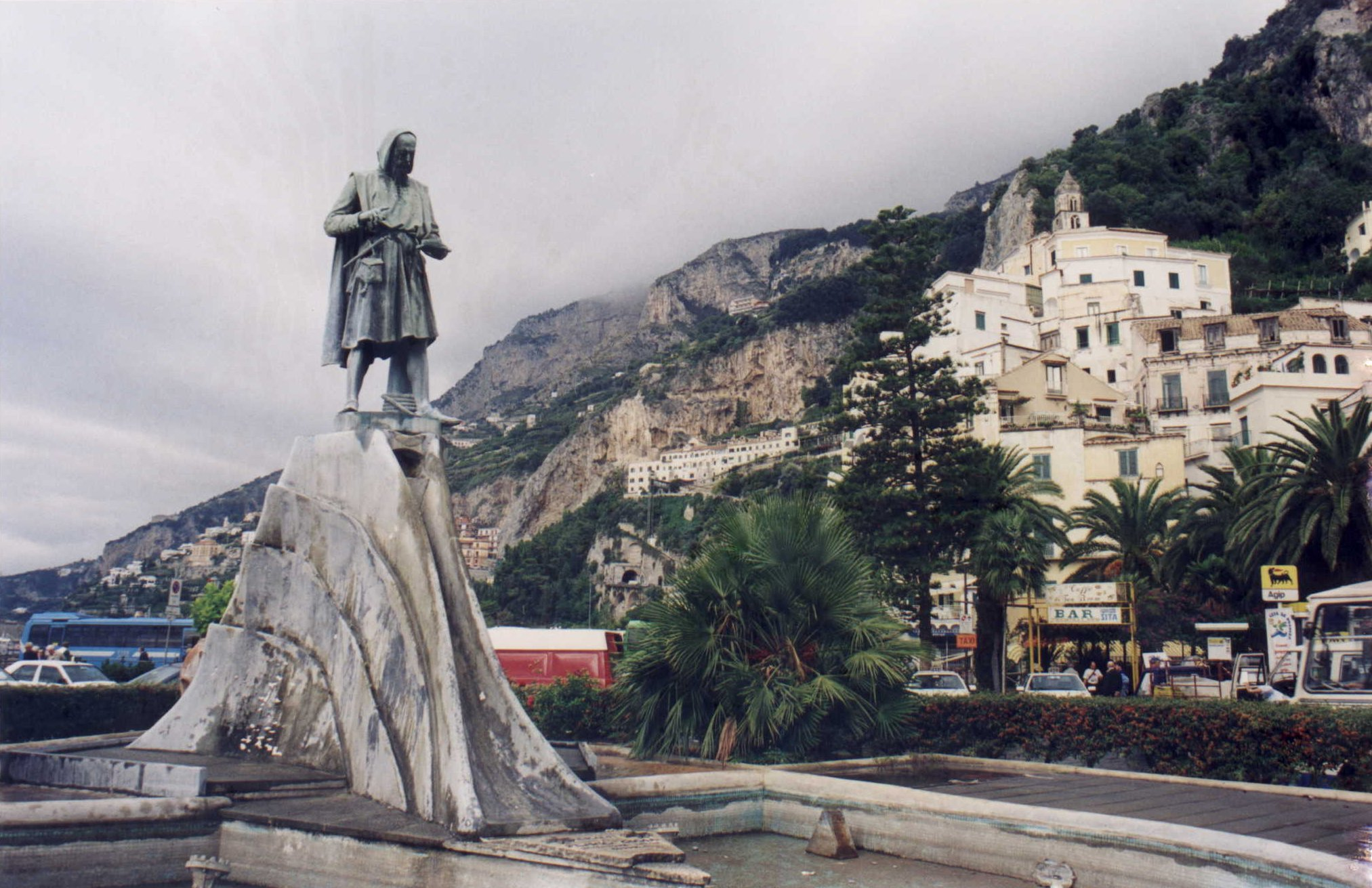
Пам'ятник Флавіо Джоя в рідному Амальфі, Італія

Першими винайшли компас китайці. Хоча існує Ольмекський артефакт — гематит (датований до 1000 року до н. е.), що можливо використовували як магніт, хоча й існують інші версії.
Перші китайські компаси ймовірно використовували для точнішого вирівнювання розташування нових будівель, згідно з принципами фен-шуй. Перша писемна згадка в Книзі володаря долини Диявола (鬼谷子, IV століття до н.е.). Надалі винахід потрапив до Європи. Щодо шляху і часу існує низка версій, можливо за посередництва арабів.
За легендою, винахідником бусолі (компаса, за яким можна визначати магнітні азимути) був італійський лоцман і винахідник Флавіо Джоя (1300 — ?), житель містечка Амальфі в Неаполітанському королівстві. Він першим помістив магніт, привезений Марко Поло з Китаю, на голку й в шухлядку зі скляною кришкою. Декорував бусоль ліліями та особливо відзначив позначку на північ на знак пошани до тогочасного володаря Неаполя, сина французького короля Людовика VIII, Карла Анжуйського.

## Гірокомпас
Гіроскопічний компас або гірокомпас застосовують у навігації, гірництві (гіротеодолітах, інклінометрах, тріщиномірах). Принцип його дії пов'язаний з обертанням Землі навколо осі і не пов'язаний з її магнітним полем, тому на відміну від магнітного, він не потребує поправок на магнітне схилення і магнітну девіацію. Проте, у дуже високих широтах його показання сильно відрізняються від напрямку на полюс.

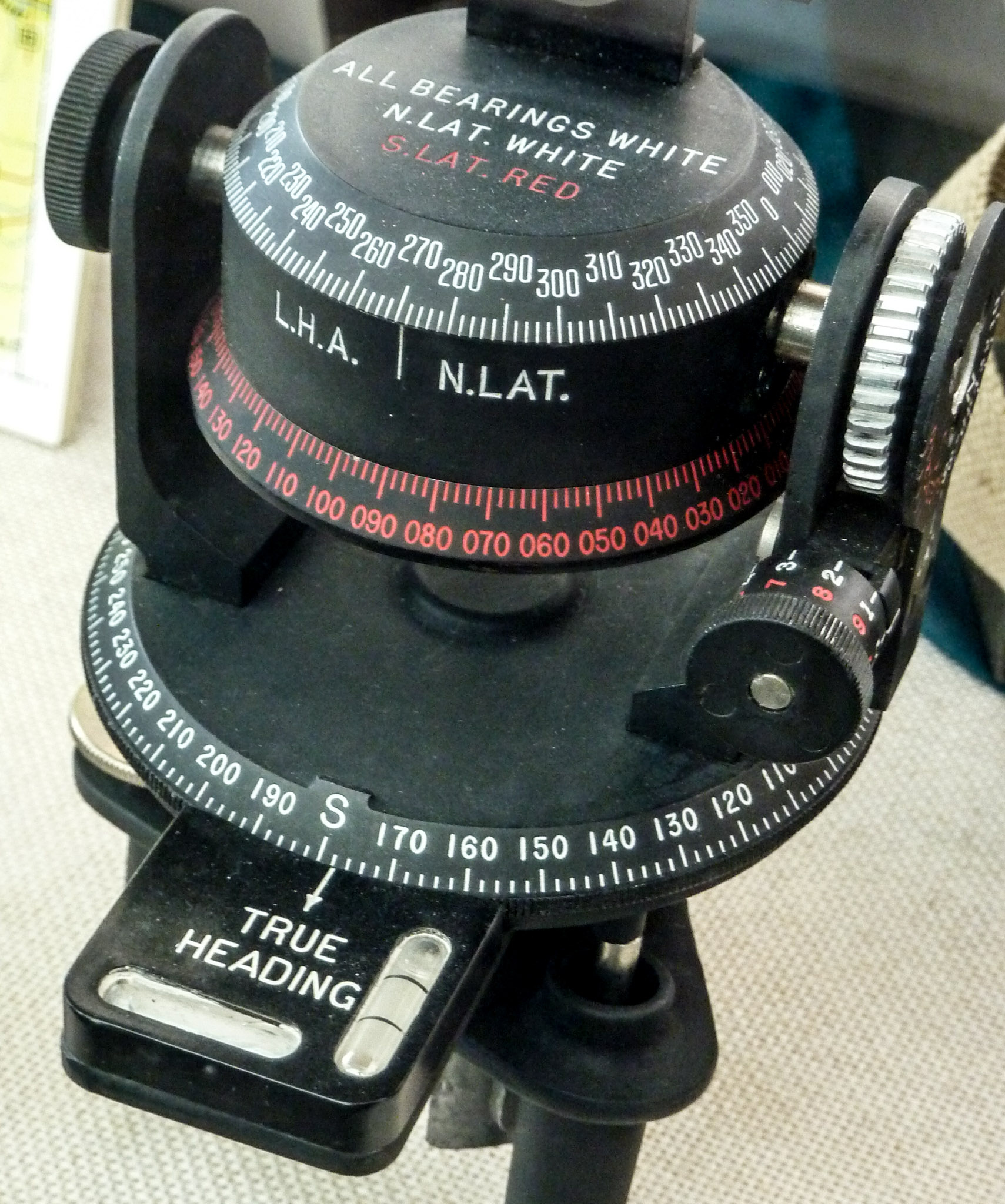
Астрономічний компас

## Астрономічний компас
Астрономічний компас визначає сторони горизонту через визначення напрямку на будь-яке небесне тіло, наприклад Сонце. Для визначення напрямку за допомогою астрономічного компаса потрібне знання дати і точного часу доби, відповідно до яких обчислюють азимут світила в точці передбачуваного місця розташування спостерігача, після чого шляхом визначення різниці між ними знаходять курс. Астрономічні компаси використовують у повітряній і морській навігації, а також у космонавтиці. На роботу астрономічного компаса не впливають магнітні поля (як на магнітний компас) і різкі зміни курсу (як на гірокомпас), але його можна використовувати лише в ясну погоду, при прямій видимості небесного тіла.

## Спеціальні компаси

### Гірничий компас

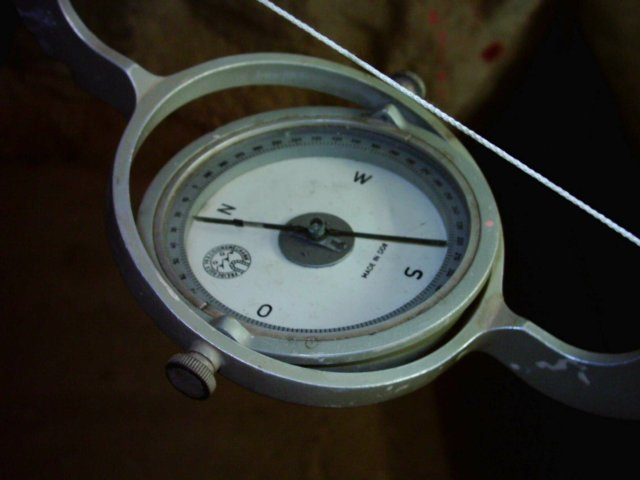
Гірничий компас

Компас гірничий — прилад, який сконструйовано теж із застосуванням магнітної стрілки; дає можливість визначити елементи залягання гірських порід (кут простягання та кут падіння). У найрозповсюдженіших конструкціях гірничого компаса коробка його скріплена з прямокутною пластиною, довгі сторони якої паралельні діаметру північ-південь азимутального кільця.

### Судновий компас

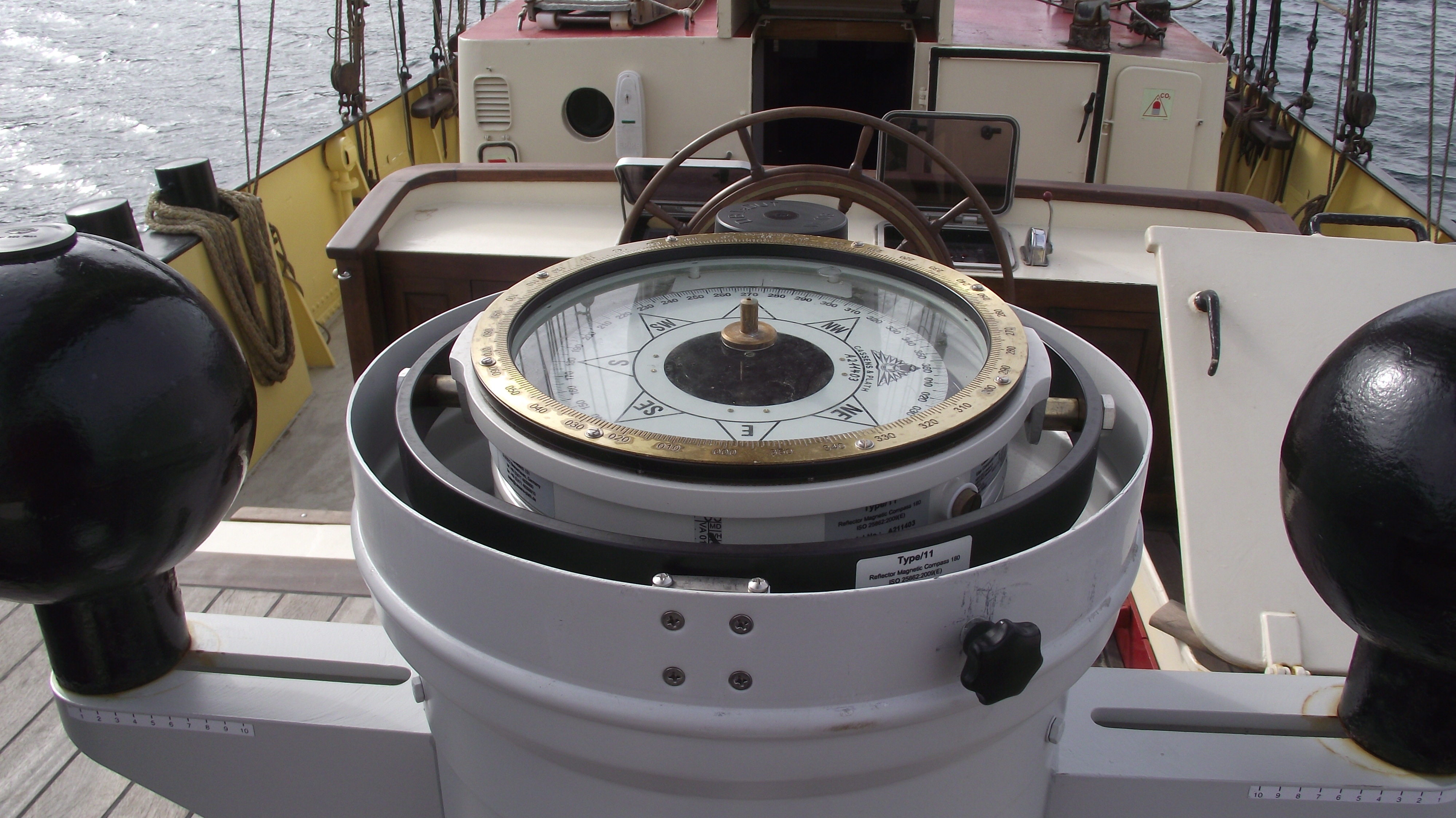
Шляховий компас у нактоузі

У навігації застосовують як магнітні, так і гіроскопічні компаси. Основним елементом суднового компаса є картушка з немагнітного матеріалу, розміщена в котелку, установленому на кардановому підвісі. Магнітний компас розміщується в спеціальній шафці-нактоузі, спорядженій пристроями компенсації магнітної девіації, репітер гірокомпаса поміщається в пелорусі. Замість нактоуза для встановлення магнітного компаса можна використовувати настільну плиту, яка також споряджена кардановим підвісом і девіаційним приладом, зверху накривається захисним ковпаком.

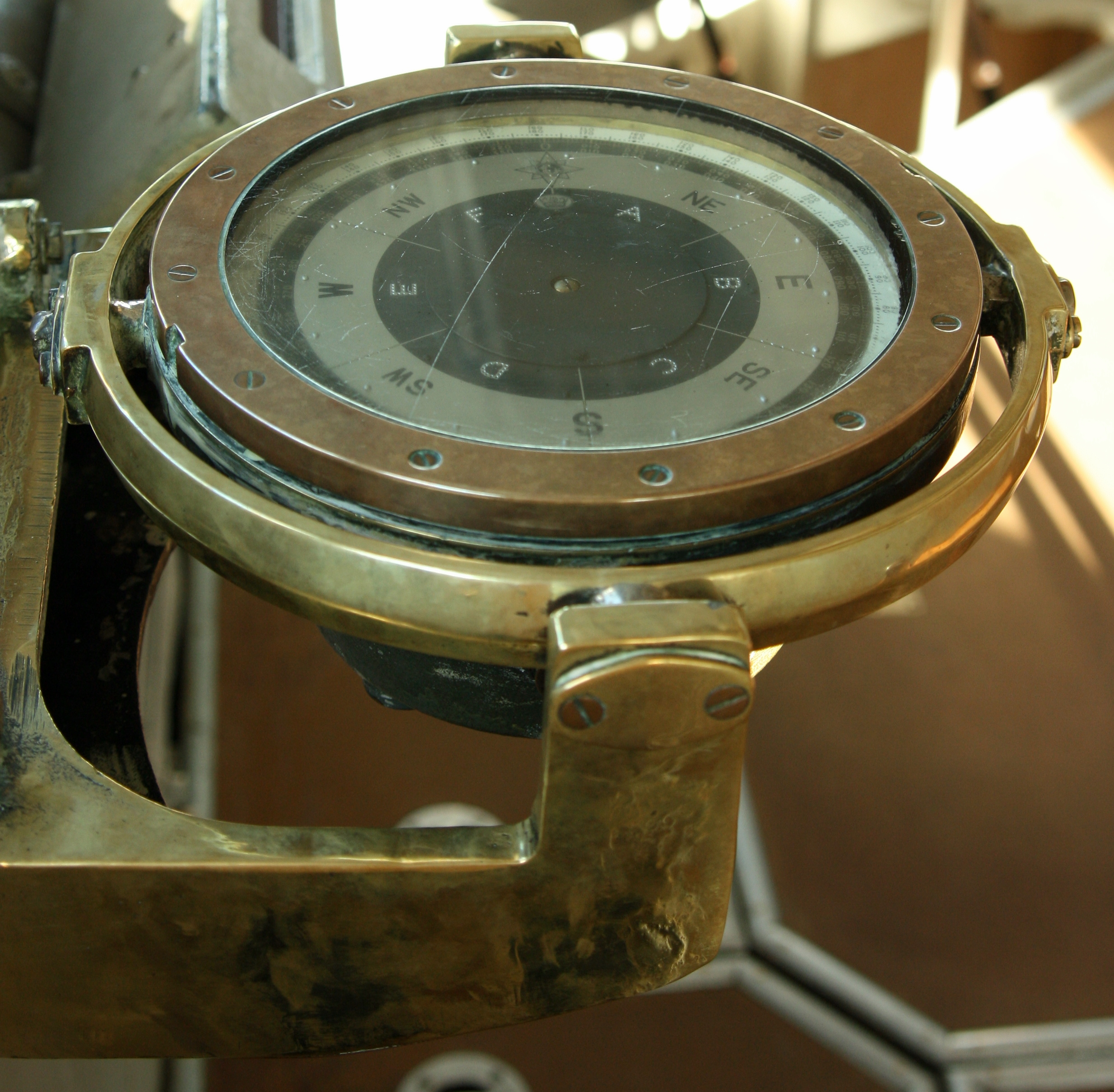
Компас адміральського містка корабля «Белфаст»

На суднах використовують кілька компасів: головний (на великих суднах два — носовий і кормовий), що встановлюється на містку, шляховий (встановлюється перед штурвалом), шлюпкові (входить до оснащення шлюпок) тощо. На військових кораблях, окрім того, існує бойовий компас, що розміщується в бойовій рубці.
На швидкохідних катерах, суднах на повітряній подушці та деяких інших застосовуються гіромагнітні компаси — магнітні компаси з гіроскопічним пристроєм, що згладжує коливання магнітного чутливого елемента при маневруванні.

## Виноски
1. ↑  Qian, Gonglin (2004). Chinese fans: artistry and aesthetics. Arts of China (вид. 1st ed). San Francisco: Long River Press. ISBN 978-1-59265-020-0.
2. ↑  Wagner L., 1995.
3. ↑  Гиромагнитный компас // Толковый Военно-морской Словарь. — 2010. (рос.)